# Santa Casa da Misericórdia de Viseu
A Santa Casa da Misericórdia de Viseu é uma organização secular católica portuguesa sem fins lucrativos. A Santa Casa da Misericórdia de Viseu (SCMV) é uma pessoa coletiva de direito privado e de utilidade pública administrativa, com o objetivo de realizar várias obras de âmbito social.

## História
Embora não se saiba ao certo a data da fundação, aponta-se como mais provável o ano de 1516, por ser esta a data da outorga do primeiro compromisso conferido por D. Manuel I.
Os Compromissos da Irmandade têm a função de “Estatutos” e aí se descreve a missão da Misericórdias e a regulamentação necessária para o seu funcionamento. Ao compromisso inicial, seguiram-se outros, em 1624 e em 1898, que foram depois reformulados ao longo do tempo. A adequação às mudanças de cada época, quer políticas quer socioeconómicas, obrigou a ajustes posteriores.
No período pombalino, verifica-se a intervenção da Coroa nas Misericórdias. Em 1769, Pombal promulga uma lei que extingue os vínculos e encargos pios. No entanto, não seria um problema de resolução imediata devido às ulteriores alterações legislativas.
Com efeito, novo Compromisso viria a ser confirmado em 1624, por Filipe III. Em 1898, a Mesa Administrativa e o Governo Civil, como então se impunha legalmente, aprovam renovado Compromisso. Já após a implantação da República, sente-se a necessidade de novos ajustes, que foram aprovados em 1911 e, posteriormente, em 1960.
Em 1980, o texto regulamentar volta a ser revisto, agora moldado pelo Compromisso redigido pela União das Misericórdias Portuguesas. No ano de 1983, D. José Pedro, então Bispo de Viseu, confirma canonicamente as linhas orientadoras e aprova o novo Compromisso, que vigora na atualidade.
Foi apenas em 1520 que se levantou, no Soar, topónimo então relativamente abrangente, a primeira Casa, com nome de capela, que iria servir o ministério da Misericórdia logo em 1522.
Não respondeu com eficácia ao necessário desempenho e, de acordo com o dizer de Botelho Pereira nos seus Diálogos escritos em 1635, o Bispo D. Gonçalo Pinheiro dá início, em 1567, a uma nova "Casa da Santa Misericórdia", que D. Jorge de Ataíde, ao suceder-lhe, muda, como diz este autor, para lugar melhor acomodado a casa tão formosa e cheia de piedade. O lugar escolhido para esta casa foi provavelmente o sítio onde hoje está implantada a Igreja da Misericórdia, sítio percorrido pelo traçado da muralha afonsina de que fez, para o efeito, destruir um troço, ato mais tarde censurado pelos seus cónegos.
O Hospital das Chagas, era administrado pela Santa Casa da Misericórdia de Viseu. 
A 19 de maio de 1793, o Provedor da SCMV João Correia de Almeida propôs aos Irmãos da Mesa e Junta que se construísse um novo hospital, por não reunir o Hospital das Chagas as condições necessárias para curar os doentes.
Em pleno século XXI, a Misericórdia de Viseu continua a dar prioridade às suas funções sociais, procurando assim responder à principal missão da sua existência, seja na ajuda aos mais carenciados, seja no apoio à terceira idade.
Grande importância assume igualmente o apoio à infância, visível na criação de novas valências. Atualmente, esse apoio materializa-se sobretudo nos Jardins de Infância de Nossa Senhora de Fátima e de S. Sebastião (e também no de Teivas, este em articulação com o Município local), tendo em vista dar novas respostas educacionais e proporcionar o desenvolvimento integral das crianças. No âmbito de cuidados essenciais ou proteção em situações de risco para a criança, a Misericórdia de Viseu desenvolve também, em articulação com a Segurança Social, uma relevante ação no CAT, Centro de Acolhimento Temporário.
Com o propósito de alargar a sua ação social, a Santa Casa ampliou e requalificou espaços do seu património edificado, abrindo-os às valências Berçário, Creche e Atividades de Tempos Livres (ATL), tendo como patrono S. Teotónio. A valência da Creche Familiar vai também ao encontro de agregados familiares que procuram resposta mais adequada às suas necessidades.